# Fuchsia splendens
Fuchsia splendens là một loài thực vật có hoa trong họ Anh thảo chiều. Loài này được Zucc. mô tả khoa học đầu tiên năm 1832.

## Hình ảnh

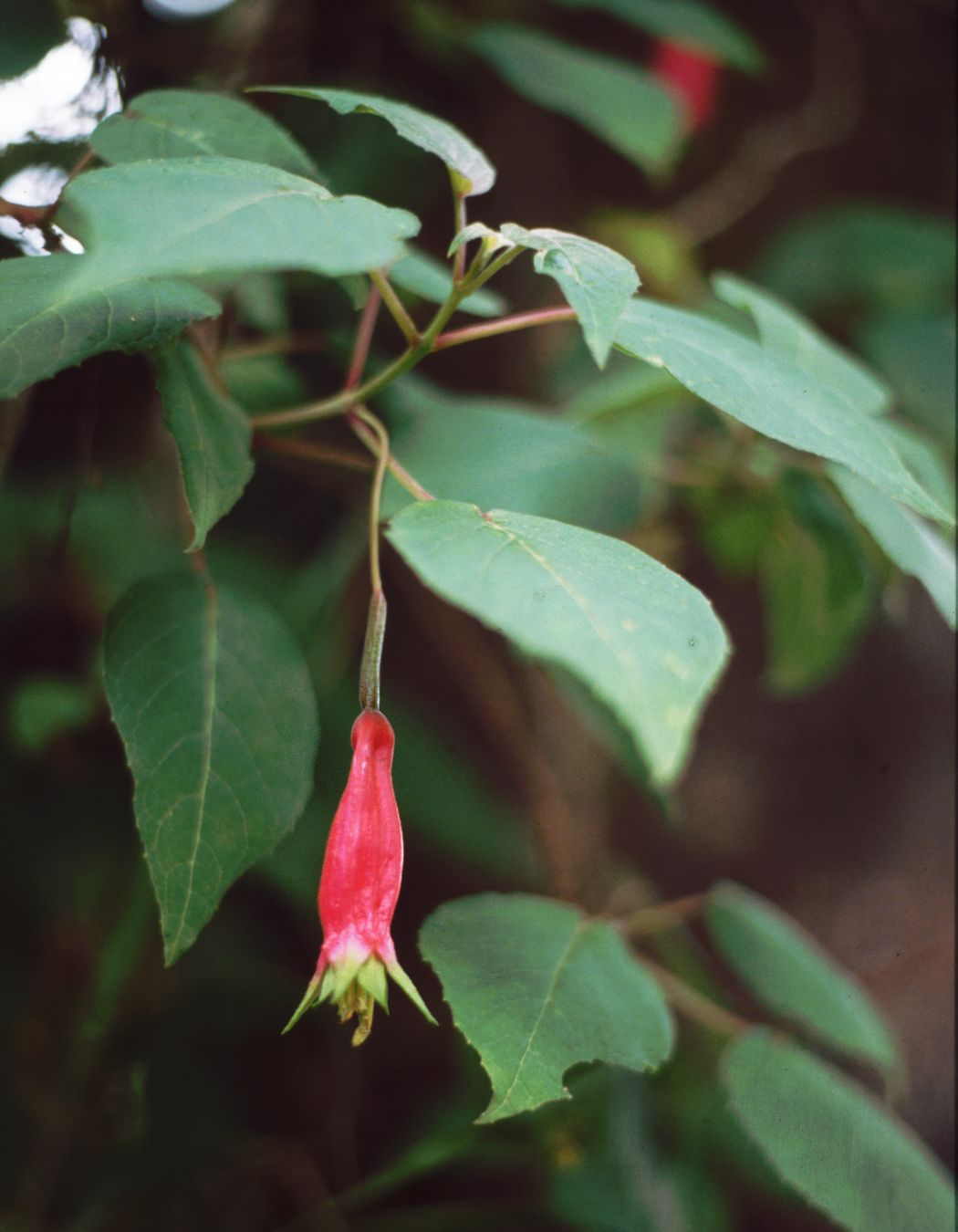
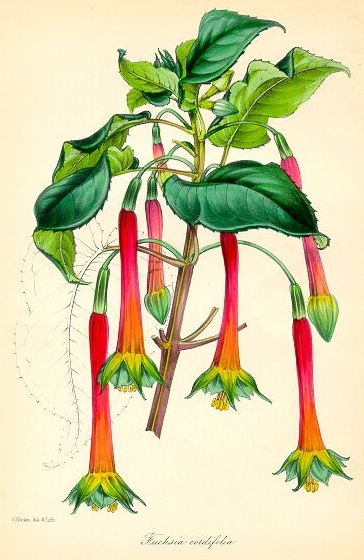
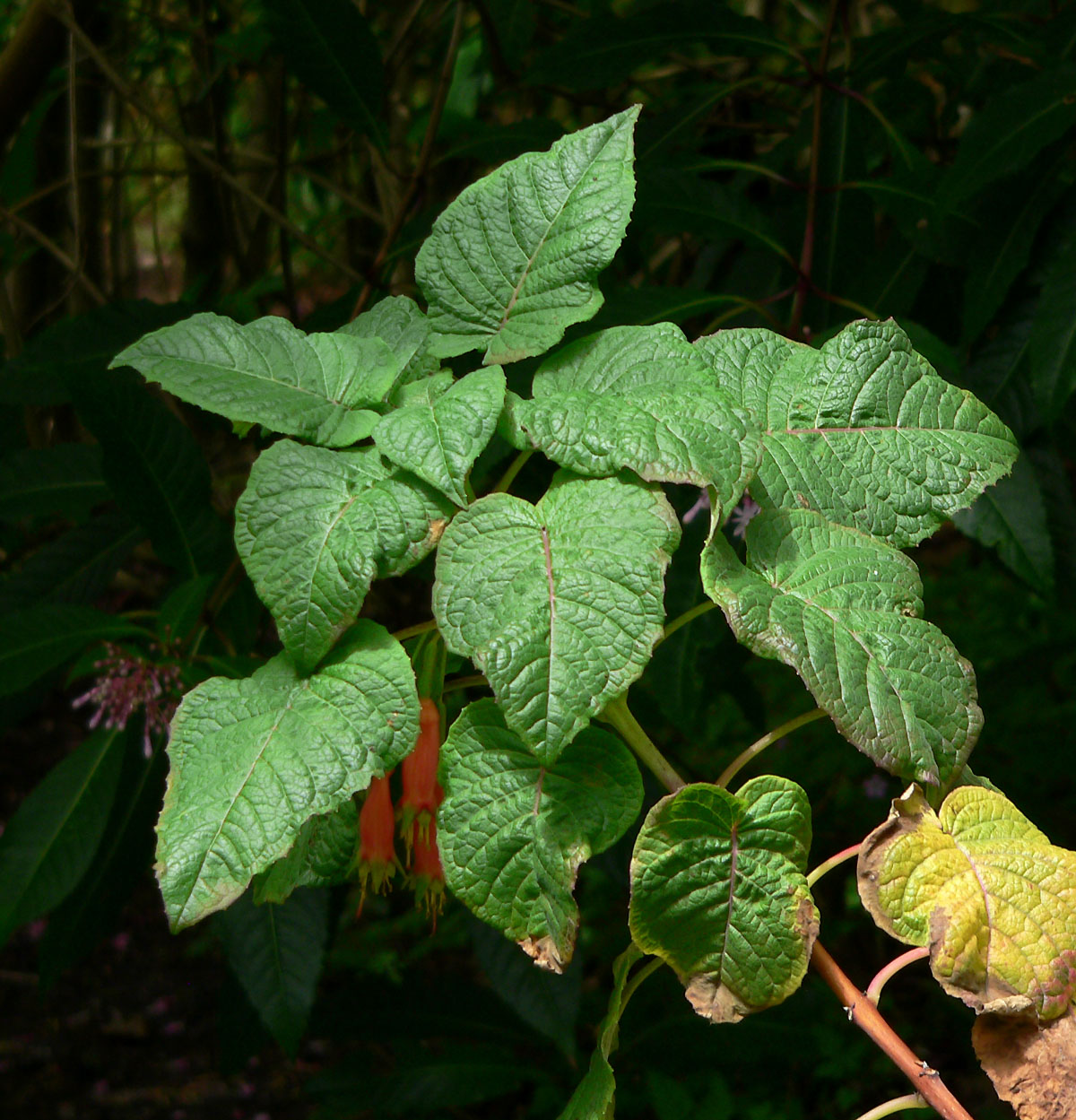
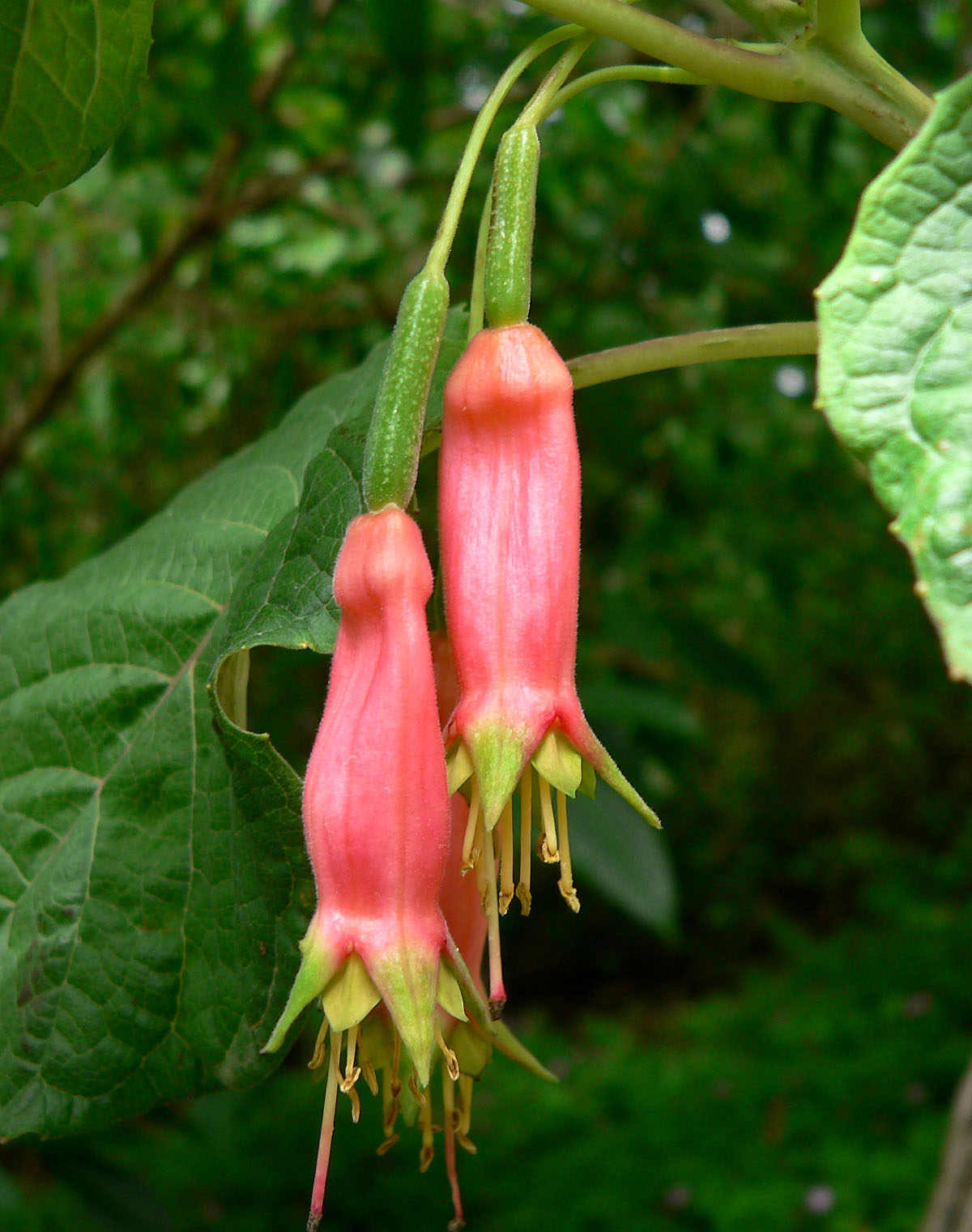